# Смирненци
Смирненци е село в Южна България. То се намира в община Харманли, област Хасково.

## География
Смирненци е село в Югоизточна България, което се намира на 16 километра южно от град Харманли.

## История
Селото съществува на сегашното си място от първата половина на XIX век, а старото местонахождение било в местността Старата река (Юртищата), намиращо се на 2 километра южно от съвременното селото. Тогава то е носело името Топрак махле. Епидемия налага изместване на селото на сегашното му място, и вече с наименованието Нова махала. След Освобождението (1878 г.) селото е регистрирано официално като Нова махала. След Съединението на България (1885 г.) селото влиза окончателно в пределите на България. През 1950 г., с указ 3 от 11 януари е преименувано на Смирненци.
Данните за миналото на землището са оскъдни. Знае се, че в местността Юртищата са намирани парчета от съдове, което потвърждава старото местонахождение на селото. Друго място е местността Кюптарла, където при оран с трактори на повърхността се намират също големи кюпове (питоси), в които в миналото хората съхранявали зърно.
Големите родове са Узуновия, Конуровия, Бояджиеви, Арабаджиеви, Кавръмови, Бондеви, Карапачови, Палазовци, Налбантови, Поликарови, Йорданови, Кирови, Сербезови и др. Съборът на селото е бил на Спасовден.
Училище „Св. св. Кирил и Методий“ е открито като начално през 1882 г. След 9 септември 1944 г. училището продължава дейността си. От учебната 1946/1947 г. училището се преобразува в основно, но през 1959 г. поради липсата на достатъчно ученици, то отново добива статут на начално. Училището съществува като такова до 1968 г., след което продължава като детска градина до средата на 80-те години на XX век.

## Културни и природни забележителности
На 21 септември 2013 г. е осветен новият параклис „Св. Възнесение Господне“.
Има язовир непосредствено до селото, който е посещаван от много любители на риболова. Нещото, което впечатлява е чистият въздух в този полупланински район, както и наличието на дъбова гора.
Жителите на селото откриват естествен източник на вода и на мястото построяват чешма. Към настоящия момент водата тече с постоянен силен водопоток целогодишно. Чешмата е от основно значение за напояването на животните, тъй като има изградени елаци.
Основният поминък на населението е селското стопанство – има добре развито овцевъдство, а също така и тютюнопроизводство. От земеделските култури най-разпространени са – пипер, дини, сладка царевица. Има създадени лозя и овощни градини, основно засадени с праскови и сливи.